# كوتار
بلدية قوطة أو أقوطة أو كوثر أو (نقحرة: كوتار) (بالإسبانية: Cútar) هي بلدية تقع في مقاطعة مالقة التابعة لمنطقة أندلسية جنوب إسبانيا.

## الديموغرافيا
بلغ عدد سكان بلدية كوتار 674 نسمة عام 2011 (وفقاً للمعهد الوطني الإسباني للإحصاء).
| 615 | 609 | 621 | 639 | 649 | 682 | 674 |